# Långhagen
Långhagen är en sjö i Borlänge kommun i Dalarna och ingår i Dalälvens huvudavrinningsområde. Sjön är 13,3 meter djup, har en yta på 0,372 kvadratkilometer och befinner sig 324,1 meter över havet. Vid provfiske har abborre, gädda och mört fångats i sjön.

## Delavrinningsområde
Långhagen ingår i det delavrinningsområde (669291-146568) som SMHI kallar för Utloppet av Nedre Smörtjärnen. Medelhöjden är 331 meter över havet och ytan är 2,2 kvadratkilometer. Det finns inga avrinningsområden uppströms utan avrinningsområdet är högsta punkten. Vattendraget som avvattnar avrinningsområdet har biflödesordning 3, vilket innebär att vattnet flödar genom totalt 3 vattendrag innan det når havet efter 252 kilometer. Avrinningsområdet består mestadels av skog (78 procent). Avrinningsområdet har 0,37 kvadratkilometer vattenytor vilket ger det en sjöprocent på 16,9 procent.